# Cal Passada
Cal Passada és una casa de Solsona protegida com a Bé Cultural d'Interès Local.

## Descripció
Edifici entre mitgeres de finals del segle xvi que ha patit diverses reformes. Consta de planta baixa, entresòl i dues plantes pis. És de les poques cases que no es cremaren durant les guerres carlines. A la planta baixa hi ha dues obertures amb arc de mig punt, sobre les quals trobem a la primera planta un balcó ornamental i una finestra d'arc trilobulat. Al darrer pis hi ha finestres sota un ràfec de gran volada. Anteriorment les obertures s'havien arrebossat amagant la forma d'arc, també hi havia un petit balcó a una de les obertures de la planta baixa.